# Hyposmocoma auropurpurea
Hyposmocoma auropurpurea — вид моли эндемичного гавайского рода Hyposmocoma.

## Описание
Бабочки c металлически блестящими фиолетовым крыльями. Вершина крыла с узкой поперечной оранжевой полосой. Длина переднего крыла 4,8-5,0 мм. Личинки тёмно-коричневой окраски от 7 до 9 мм.

## Распространение
Встречается на острове Оаху в горах Ваианаэ.